# زيركمره (مقاطعة دلفان)
زيركمره (بالفارسية: زیرکمره) هي قرية تقع في قسم كاكاوند الغربي الريفي (مقاطعة دلفان) في إيران. يقدر عدد سكانها بـ 0 نسمة بحسب إحصاء 2016.